# Museo del vino (Torgiano)
Il Museo del Vino di Torgiano (MUVIT) è un museo privato specializzato. 
Ha sede a Torgiano, al centro di una affermata zona vitivinicola situata tra Perugia e Assisi e nota per il suo Rosso DOC e Torgiano rosso riserva DOCG.

## Storia
Fondato nel 1974 e ospitato nel seicentesco palazzo Graziani-Baglioni, negli ambienti un tempo destinati all'immagazzinamento delle derrate agricole, è considerato uno dei più importanti musei del settore in Italia.

L'ideazione e la realizzazione del Museo del Vino sono state di Maria Grazia Marchetti, storica dell'arte, moglie di Giorgio Lungarotti, uno dei patriarchi dell'enologia italiana.
È gestito, con il Museo dell'olivo e dell'olio, dalla Fondazione Lungarotti, istituto che si occupa della valorizzazione della cultura agricola italiana attraverso attività di ricerca, mostre, convegni, iniziative editoriali.

## Sistemazione

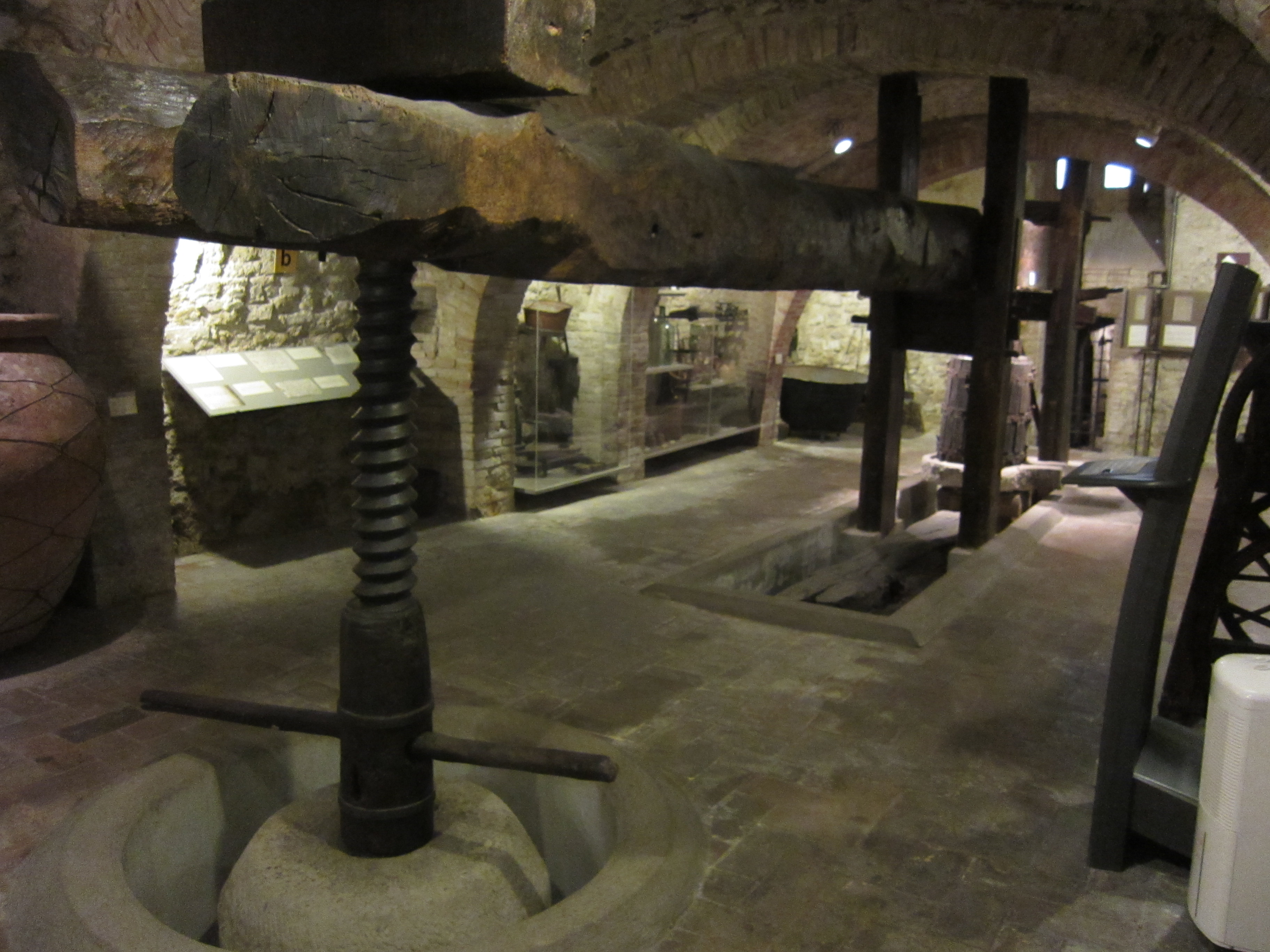
Torchio vinario nel museo

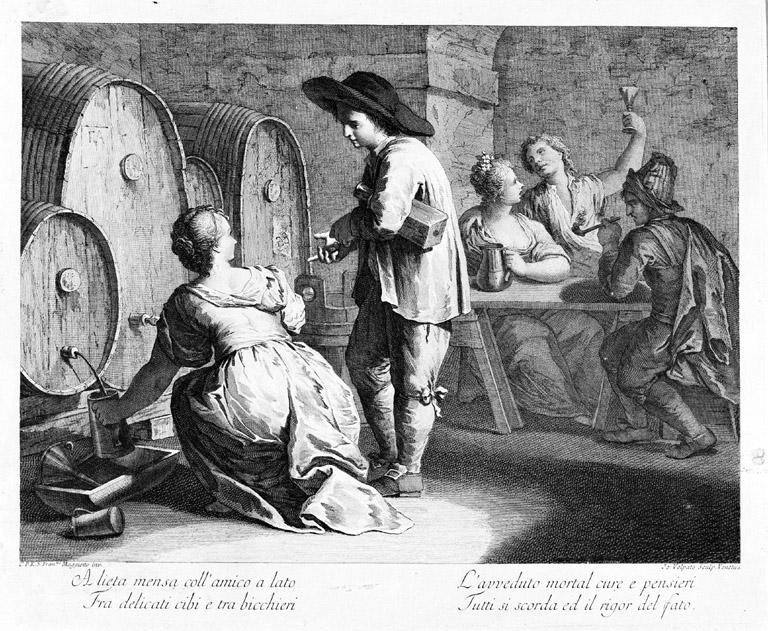
Una delle incisioni della collezione: All'osteria da Giovanni Volpato

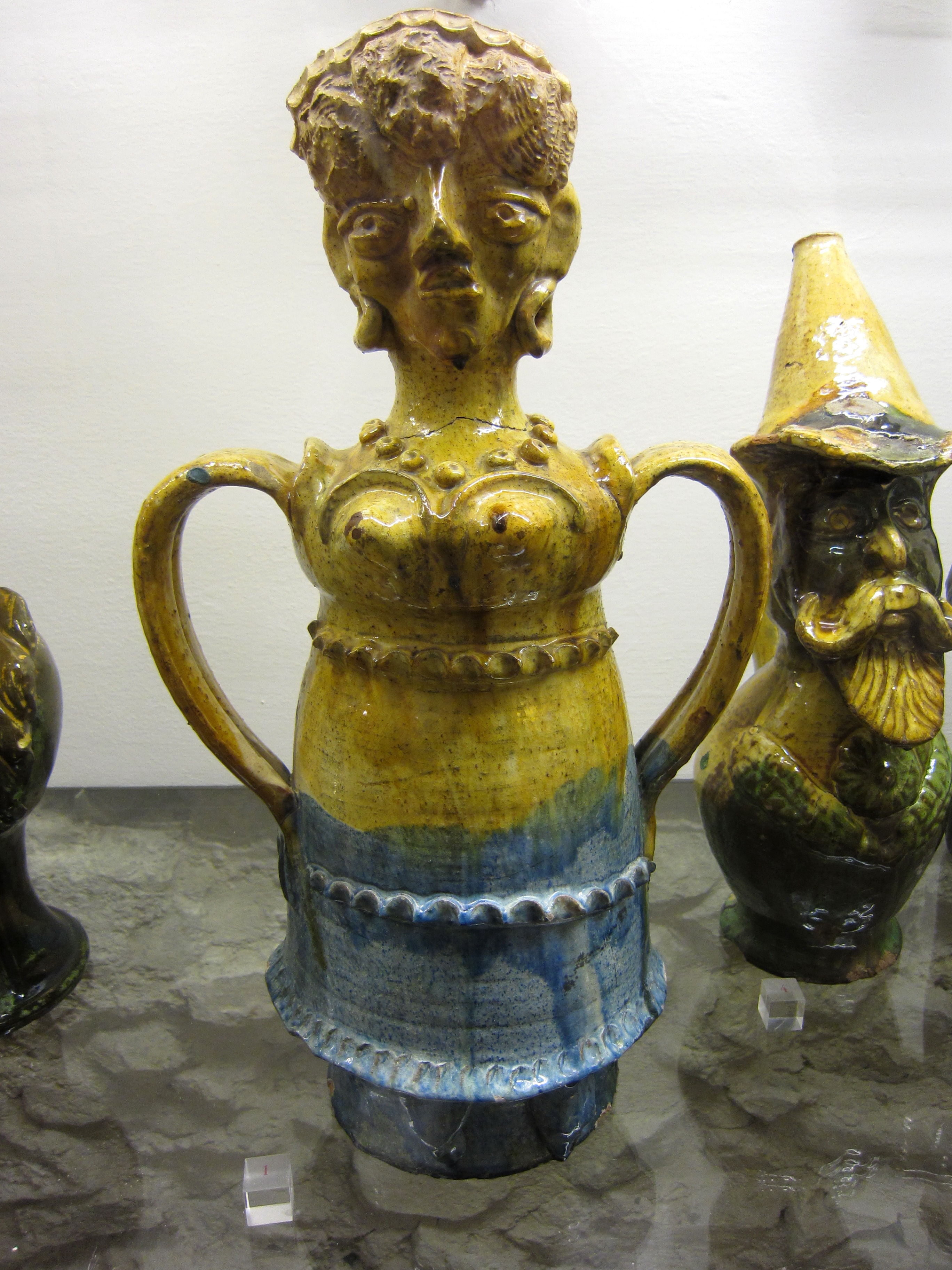
Fiasca in terracotta ingobbiata di manifattura di Seminara

In 20 sale sono esposti oltre 2.800 manufatti di archeologia, ceramica, grafica, editoria antiquaria e altre testimonianze di arti minori che documentano la centralità del vino nella cultura mediterranea, la sua cultura, la sua storia, il suo rapporto con l'alimentazione, la farmacia, il mito, a partire dal III millennio a.C. fino ai nostri giorni.
Il materiale è esposto per aree tematiche. La visita inizia con una carrellata sulle origini mediorientali della viticoltura, e sulla sua espansione nel bacino del Mediterraneo (I sala). Sono quindi presenti vari reperti archeologici, che vanno dall'età del bronzo all'età tardo-antica, tra i quali una kylix attribuita al Pittore di Phrynos, del gruppo dei Piccoli maestri.
Nelle sale successive (dalla II alla VIII) vengono illustrate le tecniche vitivinicole in voga nell'Umbria. Il ciclo annuale viticolo e le tecniche tradizionali di esecuzione sono documentati da una notevole serie di attrezzi ed arnesi da lavoro. Molto ricca è anche la parte che illustra le occasioni ed i luoghi del bere. Nel seminterrato del palazzo è ospitata una grande sala dedicata alla vinificazione, che accoglie grandi torchi, distillatori, un calderone, un'imbottigliatrice, olle di terracotta. Una saletta (VI) illustra le varie fasi di lavorazione del “Vino Santo”, vino passito che in Umbria accompagna per antica tradizione le ricorrenze festive del calendario familiare. Segue una sala (VII) in cui vengono ricordati i vari mestieri collegati alla viticoltura (bottai, bigonciari, fabbri, funari, cestari, ecc.), con una cospicua collezione di attrezzi. 
Dopo una sala dedicata alla regolamentazione del tempo di vendemmia, dell'uso e del commercio del vino (VIII), si passa a due locali dedicati specificamente all'artigianato e alla viticoltura a Torgiano (IX-X).
Nelle sale successive (XI-XV) l'attenzione si concentra su una vasta raccolta di antichi contenitori vinari in ceramica, originari delle più famose zone di produzione italiane. La classificazione tematica suddivide le ceramiche esposte nei tre settori del “vino come alimento” (misure, bottiglie, ecc.), del “vino come medicamento” (versatoi, albarelli, unguentari da farmacia, mortai, vasi farmaceutici), del “vino e il mito” (istoriati, tra i quali opere di Mastro Giorgio Andreoli, plastici, tra cui un notevole busto di Bacco attribuito a Girolamo Della Robbia, decori simbolici, legati in buona parte alla personalità enigmatica di Dioniso/Bacco).
In una sala successiva (XVI) è poi possibile ammirare un'importante collezione di ferri da cialda, utili alla preparazione di sottili biscotti che solitamente accompagnavano l'offerta di Vin Santo.
Segue una ricca collezione di incisioni e di disegni a tema dionisiaco (XVII), composta da circa 600 opere tra le quali compaiono incisioni di Mantegna, Carracci, Guttuso e Picasso. Dopo una sala dedicata agli ex libris in argomento (XVIII), la visita si conclude con l'esposizione di edizioni pregiate opere di narrativa e trattatistica sul vino e di almanacchi  (XIX).

## Riconoscimenti
Nel 1992 al Museo è stato assegnato a Parigi, nell'ambito del III Salon International des Musées, il “Prix de l'Excellence Regionale”.